# ルイズミ・ケサダ
ルイス・ミゲル・ケサダ・サンチェス（スペイン語: Luis Miguel Quezada Sánchez, 1996年2月11日 - ）は、スペイン・マドリード出身のプロサッカー選手。ポジションはディフェンダー（サイドバック）、ミッドフィールダー（サイドハーフ）。

## 経歴

### クラブ
ドミニカ共和国のプロ野球選手であった父親のもとマドリードに生まれ、SSレジェス、サンタ・アナを経て、2006年にレアル・マドリードの下部組織に入団。2015年1月18日、まだ下部組織の所属であったが、レアル・マドリードCのメンバーとしてアウェイのラージョ・マハダオンダ戦にフィリップ・ラインハートとの交代で途中出場し、公式戦初出場。
同年7月17日、セグンダ・ディビシオンBのオロトに1シーズンの期限つき移籍。レンタルから復帰すると、レアル・マドリード・カスティージャでプレイした。
2017年2月12日、ホームで迎えたフエンラブラダ戦で同点ゴールを挙げ、チームの逆転勝利に貢献。11月28日、コパ・デル・レイのフエンラブラダ戦に先発出場し、トップチームデビュー。
2018年8月17日、ラ・リーガ2のコルドバに1シーズンの期限つき移籍。2019年9月2日、2年契約でカディスに完全移籍となった。2020年6月に膝の前十字靭帯断裂の大怪我を負い、カディスでの2シーズン目は試合に出場することができなかった。
2022年2月、ウズベキスタン・スーパーリーグのテルメズ・スルホンに加入。
2023年1月8日、J2リーグの徳島ヴォルティスへの完全移籍が発表された。4月16日、リーグ第10節のV・ファーレン長崎戦で移籍後初出場。しかし出場機会に恵まれず、2024年1月6日、1シーズンでの退団が発表された。
2024年2月、リーガ・ドミニカーナ(ドミニカ共和国一部リーグ)のシバオFCに加入。

### 代表
U-17、U-20とドミニカ共和国の世代別代表に選出された。
2015年10月9日、ドミニカ共和国代表としてU-23ブラジル代表との（国際Aマッチではない）エキシビションマッチに出場した。

## 個人成績
| 国内大会個人成績 | 国内大会個人成績   | 国内大会個人成績 | 国内大会個人成績 | 国内大会個人成績 | 国内大会個人成績 | 国内大会個人成績 | 国内大会個人成績 | 国内大会個人成績 | 国内大会個人成績 | 国内大会個人成績 | 国内大会個人成績 |
| 年度             | クラブ             | 背番号           | リーグ           | リーグ戦         | リーグ戦         | リーグ杯         | リーグ杯         | オープン杯       | オープン杯       | 期間通算         | 期間通算         |
| 年度             | クラブ             | 背番号           | リーグ           | 出場             | 得点             | 出場             | 得点             | 出場             | 得点             | 出場             | 得点             |
| スペイン         | スペイン           | スペイン         | スペイン         | リーグ戦         | リーグ戦         | 国王杯           | 国王杯           | オープン杯       | オープン杯       | 期間通算         | 期間通算         |
| ---------------- | ------------------ | ---------------- | ---------------- | ---------------- | ---------------- | ---------------- | ---------------- | ---------------- | ---------------- | ---------------- | ---------------- |
| 2015-16          | オロト             |                  | セグンダB        | 34               | 0                | -                | -                | -                | -                | 24               | 0                |
| 2016-17          | RマドリードB       |                  | セグンダB        | 25               | 4                | -                | -                | -                | -                | 25               | 4                |
| 2017-18          | RマドリードB       |                  | セグンダB        | 36               | 6                | -                | -                | -                | -                | 36               | 6                |
| 2017-18          | Rマドリード        | 31               | プリメーラ       | 0                | 0                | 1                | 0                | -                | -                | 1                | 0                |
| 2018-19          | コルドバ           | 32               | セグンダ         | 14               | 0                | 2                | 0                | -                | -                | 16               | 0                |
| 2019-20          | カディス           | 2                | セグンダ         | 4                | 0                | 2                | 0                | -                | -                | 6                | 0                |
| ウズベキスタン   | ウズベキスタン     | ウズベキスタン   | ウズベキスタン   | リーグ戦         | リーグ戦         | リーグ杯         | リーグ杯         | オープン杯       | オープン杯       | 期間通算         | 期間通算         |
| 2022             | テルメズ・スルホン | 11               | スーパー         | 16               | 1                | -                | -                | 2                | 0                | 18               | 1                |
| 日本             | 日本               | 日本             | 日本             | リーグ戦         | リーグ戦         | リーグ杯         | リーグ杯         | 天皇杯           | 天皇杯           | 期間通算         | 期間通算         |
| 2023             | 徳島               | 22               | J2               | 10               | 0                | -                | -                | 0                | 0                | 10               | 0                |
| 通算             | スペイン           | スペイン         | セグンダB        | 95               | 10               | 0                | 0                | -                | -                | 95               | 10               |
| 通算             | スペイン           | スペイン         | セグンダ         | 18               | 0                | 4                | 0                | -                | -                | 22               | 0                |
| 通算             | スペイン           | スペイン         | プリメーラ       | 0                | 0                | 1                | 0                | -                | -                | 1                | 0                |
| 通算             | ウズベキスタン     | ウズベキスタン   | スーパー         | 16               | 1                | -                | -                | 2                | 0                | 18               | 1                |
| 通算             | 日本               | 日本             | J2               | 10               | 0                | -                | -                | 0                | 0                | 10               | 0                |
| 総通算           | 総通算             | 総通算           | 総通算           | 139              | 11               | 5                | 0                | 2                | 0                | 146              | 11               |

## 代表歴

### 試合数
- 国際Aマッチ 2試合 0得点（2024年-）[15]

| ドミニカ共和国代表 | 国際Aマッチ | 国際Aマッチ |
| 年                 | 出場        | 得点        |
| ------------------ | ----------- | ----------- |
| 2024               | 2           | 0           |
| 通算               | 2           | 0           |